# Stanley Dibben
Stanley Dibben (9 mei 1926 – 22 oktober 2020) is een voormalig Brits motorcoureur en bakkenist bij zijspanraces. In het seizoen 1953 werd hij samen met coureur Eric Oliver wereldkampioen in de zijspanklasse. 
Stanley Dibben werkte eind jaren veertig en begin jaren vijftig zowel voor BSA als voor Norton. Hij bouwde bij BSA zijn eigen 350 cc BSA Gold Star om mee te racen, maar werd ook door Rex McCandless uitgenodigd om het nieuwe, door McCandless ontwikkelde Featherbed frame te testen. Zo kon hij in de Norton-fabriek met toestemming van racemanager Joe Craig zijn eigen Norton Manx bouwen. Die motor gebruikte hij in de Manx Grand Prix. Hij werd officieel testrijder voor Norton en testte samen met Ken Kavanagh en Ray Amm de Norton fabrieksracers op het MIRA (Motor Industry Research Association) testcircuit bij Nuneaton. Hij bouwde ook de eerste Norton Domiracer op basis van een Norton Dominator. Bij testritten van de Norton-Watsonian Kneeler in 1952 werd Dibben gevraagd als "ballast" op te treden voor Eric Oliver, die toen al drievoudig wereldkampioen was. Zo werd hij min of meer automatisch de bakkenist van Oliver voor het seizoen 1953. Ze wonnen samen vier van de vijf races en werden wereldkampioen. 
Hij reed op privé-basis met een 500 cc Norton Manx in Europa maar bleef ook actief als bakkenist. In 1954 ruilden Dibben en Les Nutt van plaats: Nutt in het zijspan van Eric Oliver en Dibben in het zijspan van Cyril Smith. Dibben had onenigheid gekregen met de bestuursvoorzitter van Norton Gilbert Smith en mogelijk was dat de reden voor deze wissel. In 1954 werden Smith/Dibben derde in het wereldkampioenschap. Toen waren de BMW-zijspancombinaties al te sterk geworden voor de Nortons. In 1955 werden Smith/Dibben slechts vijfde en in 1956 werden ze zevende. 
In 1954 ging Dibben samen met Cyril Smith en Eric Oliver naar het eiland Man om de Clypse Course te verkennen. De Sidecar TT werd in ere hersteld maar op dit korte circuit gereden. Smith en Dibben reden de Sidecar drie keer (1954, 1955 en 1956), maar haalden geen enkele keer de finish. In 1957 eindigden ze als zesde in het WK, maar Cyril Smith reed toen ook enkele wedstrijden met Eric Bliss in het zijspan. 
Na zijn carrière als bakkenist werkte Stanley Dibben weer als testrijder, maar dit keer voor Perry-kettingen en Dunlop banden, waardoor hij weer veel tijd op het MIRA-testcircuit doorbracht. In 1960 schreef Eric Oliver zich weer in voor de Sidecar TT, met Dibben als bakkenist, maar tijdens de trainingen brak Oliver zijn rug waardoor ze niet konden starten. 
In 1964 werd hij persoonlijk assistent van Andrew Mustard, de projectmanager van het "Bluebird" project van Donald Campbell. 
Stanley Dibben ging in 1965 voor Les Simms werken. Die was importeur van de NGK-bougies. Daar bleef Dibben tot aan zijn pensioen in 1990.
Stanley Dibben trouwde met de dochter van Cyril Smith.